# Pleione (astronomia)
Pleione (nota anche come 28 Tauri) è una stella binaria nella costellazione del Toro; si tratta di una delle componenti dell'ammasso aperto delle Pleiadi, è la stella più brillante delle Pleiadi, dopo Taygeta e si trova ad una distanza di circa 440 anni luce dal sistema solare. Il suo nome proprio deriva dalla figura mitologica di Pleione, la madre delle Pleiadi della mitologia greca..
Pleione non possiede una designazione di Bayer, mentre nella designazione di Flamsteed è identificata come 28 Tauri. Dal momento che la stella si trova vicino a Atlas, è difficile per gli astrofili distinguerla ad occhio nudo, nonostante sia una calda stella di classe B stella 190 volte più luminosa del Sole. Pleione ruota su se stessa più velocemente anche di Achernar, vicino alla sua velocità di rottura.

## Osservazione

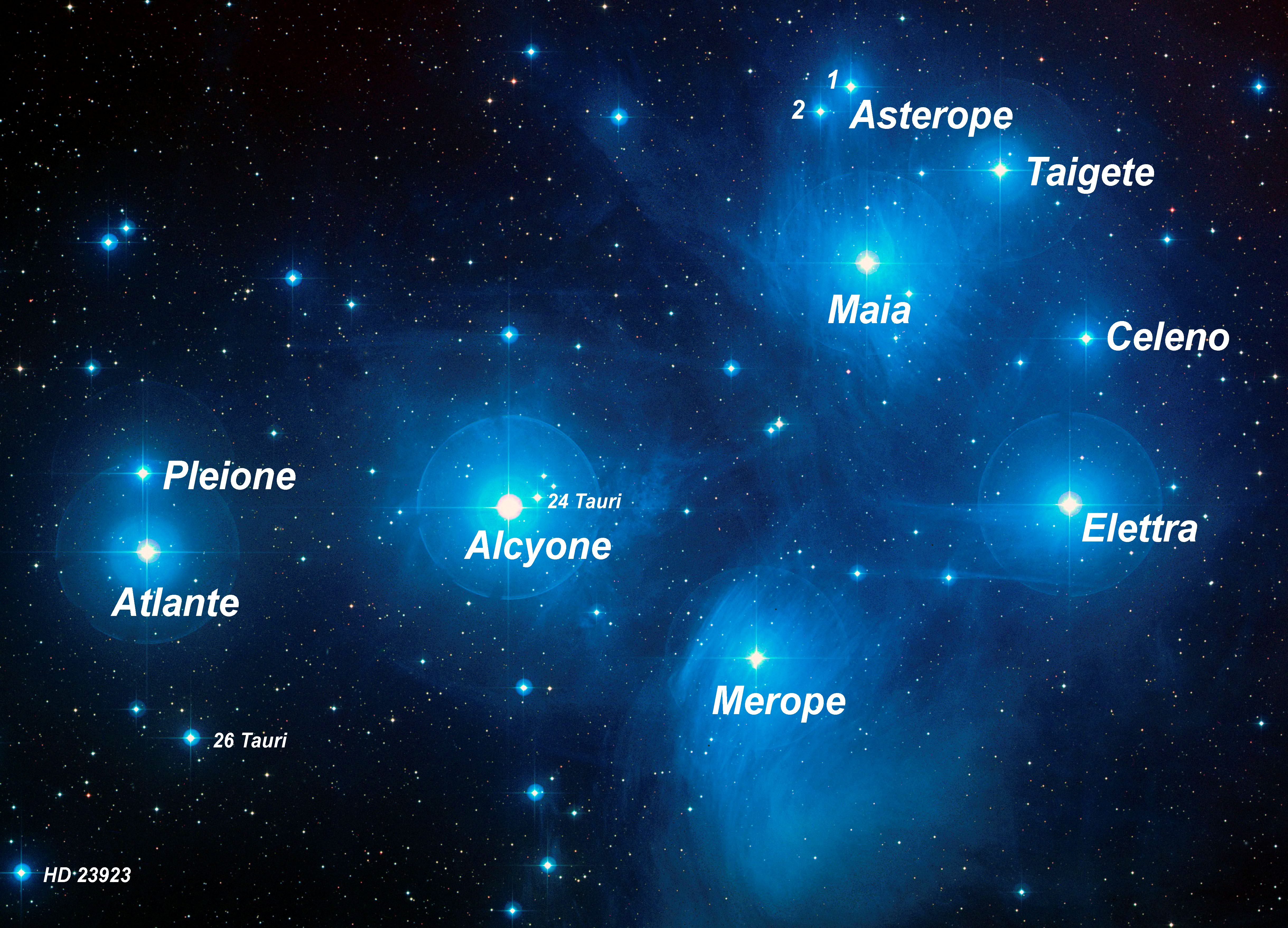
La posizione di Pleione nelle Pleiadi.

Con una magnitudine apparente di 5,05, la stella è piuttosto difficile da distinguere a occhio nudo, soprattutto perché la vicina Atlas, più luminosa, si trova a meno di 5 minuti d'arco di distanza. A partire dal mese di ottobre, Pleione insieme al resto delle Pleiadi può essere vista sorgendo ad est prima dell'alba, mentre per vederla nuovamente dopo il tramonto sarà necessario attendere fino a dicembre. A metà febbraio, la stella è visibile praticamente da ogni regione abitata della Terra, solo più a sud della latitudine 66 °S non sorge mai. Grazie alla sua declinazione di circa +24 °, Pleione è circumpolare nell'emisfero boreale a latitudini maggiori di 66 °N.

## Caratteristiche
Pleione è una nana bianco-azzurra di sequenza principale di classe spettrale B, con una magnitudine apparente pari a 5,05. È anche una stella variabile, del tipo Gamma Cassiopeiae, con escursioni che vanno dalla magnitudine 4,77 alla 5,50; questa caratteristica ha fatto in modo che le venisse assegnata anche una sigla di stella variabile, BU Tauri. Come altre stelle che ruotano velocemente su se stesse, Pleione è una classica stella Be, che mostra nel suo spettro linee di emissione dovute al fatto che la stella è circondata da un disco di gas espulso dalla stella.
Pleione è anche una stella binaria, è stata scoperta tale utilizzando tecniche di speckle imaging alla fine degli anni ottanta, mentre nel 1996 un gruppo di astronomi franco giapponesi l'ha catalogata come binaria spettroscopica, con un periodo orbitale della compagna stimato in 218 giorni, ad una distanza dalla principale di circa 24 UA. La separazione visuale tra le 2 componenti è di 0,2 secondi d'arco.
Pleione è comunque meno luminosa e massiccia delle principali stelle delle Pleiadi; con una temperatura superficiale di circa 12.000 Kelvin ha una luminosità bolometrica 190 volte quella solare, un raggio pari a 3,2 R☉ e una massa 3,4 volte quella del Sole. In confronto, Alcyone ha un raggio 10 volte e una luminosità 2.400 superiore a quelli del Sole, il che la rende 30 volte più voluminosa e circa 13 volte più luminosa di Pleione.

### Distanza
Ci fu un significativo dibattito sulla reale distanza della stella dalla Terra. Prima della missione Hipparcos, la distanza stimata per l'ammasso stellare delle Pleiadi era di circa 135 parsec, ossia 440 anni luce. Tuttavia, quando il catalogo Hipparcos fu pubblicato nel 1997, la nuova misura della parallasse indicava una distanza molto minore, pari a circa 119 ± 1,0 pc (388 ± 3.2 ly), Ciò innescò notevoli diatribe tra gli astronomi, ancora non definitivamente risolte. Misure interferometriche prese nel 2004 dal telescopio Hubble e corroborate da studi del Jet Propulsion Laboratory della NASA hanno dimostrato che la stima iniziale di 135 pc fosse quella giusta. Tuttavia, uno studio pubblicato nel 2009 sostiene il contrario, in quanto stima una distanza di 120,2 ± 1,9 pc o 392.0 ± 6.0 a.l.. La missione Gaia, il cui lancio è previsto per la fine del 2013, potrebbe definitivamente dirimere la questione della distanza di Pleione e delle Pleiadi.